# Красносельский, Глеб Иосифович
Глеб Ио́сифович Красносе́льский (Молога, Ярославская губерния, 11 июля 1900 — Киев, 1969) — советский медик, специалист в области спортивной медицины, гимнастики и физической реабилитации, доктор медицинских наук, профессор.

## Биография
Родился 11 июля 1900 года в г. Молога Ярославской губернии в семье служащего. Учился в гимназии. В 1921 году поступил во 2-й Московский государственный университет на медицинский факультет. По окончании поступил на врачебное отделение Государственного центрального института физической культуры, где учился в 1927/28 учебном году и получил квалификацию врача — специалиста по физической культуре. В ноябре 1928 командирован Наркомздравом РСФСР в
Архангельск на должность врача-инспектора по физкультуре Архангельского губздрава. В связи с ликвидацией должности был переведён на место городского врача по физкультуре и введён в штат Архангельской детской лечебной профилактической амбулатории.
В 1929 году Красносельский женился на Елене Ксенофонтовне Кошель, работавшей инструктором по физкультуре в архангельских школах.
В 1930 году поступил на работу врачом в спортивное общество «Динамо» Архангельска (по совместительству). В 1931 году прошел курсы по циклу терапии в Ленинградском институте усовершенствования врачей.
7 августа 1935 года становится заведующим только что образованной кафедрой физической культуры и медицинской реабилитации Архангельского государственного медицинского института (возглавлял её до 1941 года, когда кафедра была разделена). При его активном участии в институте создаются спортивные секции: гимнастическая, лыжная, конькобежная, игровая (баскетбол, волейбол) и начинается изучение воздействия спорта на различные типы физического сложения.
В начале Великой Отечественной войны Г. И. Красносельский назначен доцентом курса лечебной физкультуры при кафедре госпитальной терапии АГМИ, занимался внедрением лечебной физкультуры в военных госпиталях. Были подготовлены методические разработки по реабилитации раненых средствами физической культуры. В 1943 году был переведён на должность старшего преподавателя кафедры военно-санитарной подготовки и физической подготовки АГМИ.
26 октября 1943 года Красносельский защитил диссертацию на степень кандидата медицинских наук «Опыт оздоровления физически ослабленных школьников лечебной физкультурой в комбинации с облучением искусственными источниками света». В 1944 году он опубликовал научную работу «О закаливании больных и раненых в эвакогоспиталях». В течение войны был награждён тремя медалями и значком «Отличнику здравоохранения».
В 1946 году ему было присвоено учёное звание доцента.
С 1 сентября 1949 по 1 сентября 1951 года — декан АГМИ.
13 апреля 1951 года был утверждён заведующим кафедрой физического воспитания Воронежского государственного медицинского института имени Н. Н. Бурденко.
В 1954—1956 годах занимает пост декана лечебного факультета этого вуза.
В 1955—1956 годах Красносельский находился в Китайской Народной Республике, где преподавал в Пекинском мединституте лечебную физкультуру и спортивную медицину.
В 1957 году переезжает в Киев, где до конца жизни работает заведующим кафедрой физической реабилитации и спортивной медицины Киевского медицинского института (ныне Национальный медицинский университет имени А. А. Богомольца). В последние годы также занимал пост декана лечебного факультета этого института.
Автор нескольких книг по спортивной медицине, лечебной гимнастике и физкультуре. Указывал на большую роль физической культуры в медицинской реабилитации. Популяризатор методов китайской народной медицины.
Большую популярность в СССР получила его книга «Древнекитайская гигиеническая гимнастика для лиц пожилого возраста», впервые изданная в Воронеже в 1957 году. Впоследствии эта книга выдержала несколько переизданий и ее общий тираж составил несколько сотен тысяч экземпляров. В книге профессор Красносельский в доступной форме излагает два традиционных китайских гимнастических комплекса: Тайцзи и До Ин. Книга эта написана при активном участии двух китайских специалистов д-ра Цюй Мэн-юя (Пекин) и народного врача Лю Гуйчжена (Лю-Гуй-Чжена), директора санатория в Бэйдайхэ.

## Научные работы
Красносельский Г. И. Использование искусственных источников света в спортивной практике : Автореферат дис. на соискание учен. степени кандидата мед. наук / Воронежский гос. мед. ин-т. — Воронеж, 1954. — 20 с. ; 20 см.